# Twitch Plays Pokémon
Twitch Plays Pokémon (TPP) é um canal de streaming de vídeo na plataforma Twitch.tv, que consiste na colaboração coletiva de jogadores em uma tentativa de jogar jogos da série Pokémon a partir de comandos enviados por usuários na sala de chat. O canal recebeu o prêmio da Guinness World Records pela maior quantidade de jogadores simultâneos em um jogo de um jogador, tendo contabilizado mais de 55 milhões de visualizações, além de pelo menos 1 milhão de jogadores jogando Pokémon Red.
O canal, criado em 12 de Fevereiro de 2014 por um australiano anônimo, recebeu atenção da mídia, além dos empregados da Twitch.tv, por sua interatividade, sua natureza errática e caótica, e os desafios que os jogadores tiveram que enfrentar. A comunidade se organizou em fóruns como o Reddit, e várias imagens e memes foram criados em reação aos acontecimentos do jogo.

## Premissa
Descrito como um "experimento social", o canal transmite o emulador de Game Boy VisualBoyAdvance, que utiliza uma ROM modificada de Pokémon Red. O emulador recebe comandos específicos digitados na sala de chat, e um robô de IRC, programado em Python é responsável por analisar os comandos válidos como entrada.
A natureza errática do controle do personagem (Red) tornou o jogo mais lento e mais difícil do que uma jogatina normal; um escritor do Ars Technica comenta que ele bate nas paredes. Ele anda em círculos, compulsivamente checando sua Pokedéx e salvando o jogo".

## Progressão
No dia 18 de Fevereiro de 2014, após dificuldades em uma seção do jogo, uma nova mecânica foi introduzida ao canal, onde todos os comandos válidos seriam contados, e apenas o comando mais digitado em 30 segundos seria executado. Esse novo modo de entrar comandos no emulador não foi bem recebido, e um novo sistema foi criado, com dois modos: O modo "Anarquia" e o modo "Democracia". Mas, enquanto que o modo "Democracia" exigia uma maioria qualificada para ser ativado, o modo "Anarquia" exigia apenas uma maioria dos votos.
Após vencer o primeiro jogo da franquia, um novo jogo começou em 2 de Março de 2014, com o jogo Pokémon Crystal, a segunda geração da franquia Pokémon.

## Recepção
Alguns canais de comunicação compararam o canal e seu experimento ao teorema do macaco infinito, onde uma quantidade infinita de comandos aleatórios ainda conseguiu ultimamente vencer o jogo.